# Cathinka Tandberg
Cathinka Tandberg (18 juni 2004) is een voetbalspeelster uit Noorwegen. Ze speelt als aanvaller voor Linköpings FC in de Damallsvenskan.
Cathinka Tandberg begon haar carrière op vijfjarige leeftijd bij IL Heming en speelde voor verschillende jongensteams. In 2018 vertrok Tandbeg naar Stabæk Fotball⁣, maar ze haalde hier niet het eerste elftal. In 2020 probeerde ze het bij Lyn Fotball en voor deze club maakte Tandberg uiteindelijk haar debuut in de Toppserien.
Voorafgaande aan het 2023 seizoen maakte Tandberg de overstap naar Linköpings FC. Hier maakte Tandberg een goede indruk en wist ze zich snel in de basis van de Zweedse ploeg te spelen. In november 2023 speelde Linköpings FC een uitwedstrijd bij IFK Kalmar waarin een historische 1-15 overwinning werd behaald. Tandberg wist zes keer tot scoren te komen in deze wedstrijd. Tandberg wist uiteindelijk 19 keer tot scoren te komen dat Damallsvenskan seizoen waardoor ze topscorer van de competitie werd. Mede door de doelpunten van Tandberg wist Linköpings FC de derde plaats te behalen wat toegang biedt tot deelname aan de kwalificaties voor de Champions League.

## Statistieken[5]
| Seizoen    | Club          | Land      | Competitie     | Wedstrijden | Doelpunten |
| ---------- | ------------- | --------- | -------------- | ----------- | ---------- |
| 2016       | Lyn Football  | Noorwegen | Toppserien     | 55          | 5          |
| 2023-heden | Linköpings FC | Zweden    | Damallsvenskan | 26          | 19         |
| Totaal     | Totaal        | Totaal    | Totaal         | 81          | 31         |

Laatste update: december 2023

## Internationaal
Door afzeggingen van meerdere Noorse internationals door blessureleed en Tandberg's uitstekend prestaties, werd Cathinka Tandberg in oktober 2023 voor het eerst opgeroepen voor het Noorse nationale team. In de thuiswedstrijd tegen Frankrijk op 27 oktober 2023 maakte Tandberg haar debuut voor Noorwegen door in de 80ste minuut in te vallen voor Sophie Román Haug. In de volgende interlandperiode, in december 2023, werd Tandberg opnieuw geselecteerd voor Noorwegen.